# Barbapapà
Barbapapà (Barbapapa) è una serie di libri per bambini creata da Annette Tison e Talus Taylor, e pubblicata in Francia dal 1970. Barbapapà è il nome del protagonista della serie e, per estensione, di tutta la sua famiglia, degli esseri a forma di pera di diversi colori che hanno la capacità di mutare forma a piacimento.
I libri, che ammontano a circa una quarantina, sono stati pubblicati in Francia dalle case editrici L'École des loisirs e Éditions du Dragon d'Or, e sono stati esportati in tutto il mondo tradotti in oltre trenta lingue. La serie è stata adattata anche in diverse storie a fumetti, film e tre serie animate, la prima di co-produzione franco-olandese nel 1974, la seconda di produzione giapponese nel 1999, e la terza francese del 2019.
Per quanto indirizzate ad un pubblico infantile, le vicende affrontano temi complessi come quelli della diversità e dell'ecologia. Barbapapà ha anche influenzato la lingua italiana introducendo un neologismo: "barbatrucco".

## Storia editoriale
La serie Barbapapà nacque dalla fantasia di due autori, l'architetta e designer francese Annette Tison e il professore di matematica e biologia statunitense Talus Taylor, moglie e marito, che all'epoca risiedevano a Parigi. Durante una passeggiata nei giardini del Lussemburgo nel maggio 1970, Taylor sentì un bambino chiedere ai suoi genitori qualcosa che suonava come "baa baa baa baa" e, non comprendendo il francese, chiese alla moglie il significato, scoprendo che si trattava di barbe à papa, il nome con cui è chiamato lo zucchero filato. Trovando divertente il suono, più tardi in un ristorante i due si misero a scarabocchiare sulla tovaglia un personaggio ispirato al dolce, dall'aspetto rosa e tondo, che chiamarono "Barbapapa".
Il personaggio, a cui si affiancheranno poi la moglie e i figli, divenne il protagonista di una serie di libri per bambini e libri illustrati, pubblicati in Francia prima dalla casa editrice L'École des loisirs e in seguito da Éditions du Dragon d'Or, per un totale di circa quaranta titoli. I libri vennero esportati in tutto il mondo e tradotti in oltre trenta lingue.

### Libri
La serie originale pubblicata in Francia delle storie sui Barbapapà comprende i seguenti titoli:
- Barbapapa (1970)
- Le voyage de Barbapapa (1971)
- La maison de Barbapapa (1972)
- L'arche de Barbapapa (1974)
- L'école de Barbapapa (1976)
- Le théâtre de Barbapapa (1978)
- L'arbre de Barbapapa (1991)
- Les vacances de Barbapapa (1995)
- L'hiver de Barbapapa (2004)
- Barbapapa sur Mars (2005)

Libri illustrati:
- Barbapapa et les nombres (1996)
- Barbapapa et les couleurs
- Barbapapa et les formes
- Barbapapa et les labyrinthes (1996)
- Cherchons Lulue avec barbapapa (2004)
- Barbapapa et les premiers mots d'anglais (2004)

Serie La petite bibliothèque de Barbapapa:
- La ferme (1974)
- Barbapapa baby-sitter (1974)
- Les puces (1974)
- La cuisine (1974)
- Les œufs (1974)
- La mer (1979)
- Le jardin (1979)
- La coiffure (1974)
- Les animaux (1974)

### Edizioni italiane
In Italia, nel 2006 la casa editrice Piemme ha ripubblicato in edizione cartonata alcune delle storie sui Barbapapà i cui diritti erano originariamente detenuti da Arnoldo Mondadori Editore:
- Barbapapà
- La famiglia Barbapapà
- La casa dei Barbapapà
- L'arca dei Barbapapà
- La scuola dei Barbapapà
- Il teatro di Barbapapà
- Le vacanze dei Barbapapà
- Barbapapà su Marte
- L'inverno dei Barbapapà
- L'albero dei Barbapapà

In Italia, nel 2008 la casa editrice Nord-Sud ha pubblicato in edizione cartonata dodici nuovi libri:
- Barbapapà. La cucina
- Barbapapà. Il pic-nic
- Barbapapà. La fattoria
- Barbapapà. La barca
- Barbapapà. Il mare
- Barbapapà. Le pulci
- Barbapapà. Le uova
- Barbapapà. L'orchestra
- Barbapapà. Babysitter
- Barbapapà. Gli animali
- Barbapapà. Il giardino
- Barbapapà. La mietitura

## Ambientazione e personaggi
Barbapapà (Barbapapa), una sorta di grosso e amichevole blob a forma di pera di colore rosa, nasce spuntando dal sottosuolo del giardino di una casa di provincia. L'arrivo di questo essere alto quanto la loro casa spaventa non poco gli adulti che vi risiedono. Tutt'altra reazione hanno invece i due bambini che vi abitano, Francesco e Carlotta (François e Claudine), che diventano i primi amici di Barbapapà. Dal canto suo il curioso essere sarà per loro uno speciale compagno di giochi: caratteristica principale di Barbapapà è infatti quella di modellare a suo piacimento il proprio corpo, assumendo la forma della cosa o dell'animale più indicato per risolvere una situazione. La trasformazione è sempre accompagnata dalla frase che diventerà il vero e proprio tormentone della serie: "Resta di stucco, è un barbatrucco!" (nell'originale francese Hup hup hup barba-truc!).
Barbapapà all'inizio è un emarginato, vittima della diffidenza della società degli adulti, che spesso lo allontanano intimoriti dal suo aspetto inedito e dalle sue dimensioni colossali, anche se nel corso del tempo, la sua versatile peculiarità che gli permette le trasformazioni più disparate, si rivelerà essere preziosa per sbrogliare problemi, salvare vite umane, riacciuffare gli animali fuggiti da uno zoo e tanto altro ancora.
Guadagnatasi la fiducia del mondo in cui vive, il secondo grave problema che gli si prospetta è quello della solitudine: egli infatti è l'unico essere della sua specie che si conosca. Con l'aiuto di Francesco e Carlotta, Barbapapà parte per un viaggio alla ricerca di una Barbamamma. Incastrato dentro una piccola roulotte trainata dalla bicicletta dei due amici, Barbapapà tocca i principali paesi del mondo. La ricerca si conclude felicemente proprio nella casa dei due bambini: dallo stesso giardino da cui un giorno è misteriosamente spuntato lui, nasce infatti anche la Barbamamma (Barbamama), dalle forme più aggraziate, di colore nero alla quale Barbapapà dona subito un mazzetto di fiori rossi i quali comporranno la vezzosa coroncina che la Barbamamma porta sul capo.

La famiglia Barbapapà nella serie animata del 1974

Barbapapà e Barbamamma decidono dunque di crearsi una famiglia, depositando uova nello stesso terreno che ha dato loro i natali. Dall'unione dei due nascono quindi sette barbabebé, ognuno con una caratteristica ben definita:
- Barbabella (Barbabelle) è viola. È la bella della famiglia: ama i gioielli e i profumi e odia gli insetti.
- Barbaforte (Barbadur) è rosso. È lo sportivo della famiglia: combattivo e ribelle contro i soprusi. Dotato di mantellina e lente alla maniera di Sherlock Holmes, ha anche il pallino di essere un bravo detective, e svolge le sue indagini con il fratello Barbabravo e la cagnetta Lolita. È anche un grande mangione.
- Barbalalla (Barbalala) è verde. È la musicista di casa e sa suonare praticamente ogni strumento, a volte trasformandosi lei stessa nello strumento che poi suonerà. Ama anche la botanica e l'ecologia.
- Barbabarba (Barbouille) è nero e peloso. È l'artista di casa e la sua pelliccia nera è spesso imbrattata dei colori che usa per dipingere.
- Barbottina (Barbotine) è arancione. Stereotipo dell'intellettuale, porta gli occhiali e ama leggere. Intelligente e ironica, si diverte a stuzzicare il fratello Barbabarba con commenti scherzosi sui suoi quadri.
- Barbazoo/Barbazò (Barbidou) è giallo. È un amante della natura e conosce tutti gli animali e le piante, i vari tipi di clima e i problemi che causa l'inquinamento. È anche dottore e veterinario.
- Barbabravo (Barbibul) è blu. È lo scienziato e inventore della famiglia: a volte però le sue idee sono troppo audaci e i suoi esperimenti finiscono per causare catastrofiche conseguenze.
- Lolita. È la simpatica cagnolina a macchie della famiglia ed è molto legata a Barbaforte.

## Altri media

### Fumetti
Ai libri fece seguito una serie di storie a fumetti, Le Journal de Barbapapa, scritte e disegnate dagli stessi Tison e Taylor e pubblicate dal 1970 con cadenza mensile. La serie venne tradotta anche in italiano come Il mensile di Barbapapà, pubblicato da Mondadori tra il 1976 e il 1985.

### Serie animate televisive

#### Barbapapà
Una prima serie animata intitolata Barbapapà (バーバパパ?, Baabapapa) fu realizzata nei Paesi Bassi e in Giappone nel 1974, frutto di una coproduzione tra la società olandese Polyscope BV, la K&S e lo studio Topcraft. La serie comprendeva 45 episodi da 5 minuti ciascuno e adattava i primi libri scritti da Tison e Taylor. Venne trasmessa per la prima volta in Francia dal 2 ottobre 1974 dalla ORTF e in Olanda il 15 dicembre dello stesso anno dalla NOS, mentre in Giappone andò in onda solo a partire dal 4 aprile 1977 su TV Tokyo. La serie venne continuata nel 1977 con una nuova stagione di 55 episodi da 5 minuti, che trasponeva le storie di Barbapapà già apparse in forma di fumetto ne Il mensile di Barbapapà.
L'edizione italiana fu trasmessa dopo il suo debutto in Francia e prima di arrivare in Giappone, diventando la prima serie televisiva anime giapponese a sbarcare nel Paese. Andò in onda per la prima volta sulla Televisione svizzera in lingua italiana dal 15 settembre 1975 al 23 agosto 1976, mentre dal 13 gennaio 1976 cominciò a essere trasmessa contemporaneamente dalla Rai sul Programma Nazionale con un altro doppiaggio e adattamento, per poi spostarsi dal 25 ottobre dello stesso anno su Rete 2. Il doppiaggio consisteva nella sola presenza di una voce narrante: l'edizione svizzera venne narrata da Adalberto Andreani e quella italiana da Giancarlo Dettori. La seconda stagione debuttò su Rete 2 il 26 marzo 1979. Il doppiaggio venne eseguito dalla CITIEMME Registrazioni Sonore sotto la direzione di Isa Barzizza. A partire da questa stagione ogni personaggio acquistò un suo doppiatore. Un nuovo doppiaggio venne effettuato nel 2006 a cura di Studio P.V. e sotto la direzione di Luca Semeraro, venendo trasmesso su Nickelodeon, con repliche successive su Rai Yoyo e DeA Junior. I cento episodi di questa serie, insieme alla successiva Barbapapà in giro per il mondo, sono stati distribuiti in quattordici DVD da Dynit tra il 2008 e il 2009.
La colonna sonora originale del cartone fu composta dagli olandesi Joop Stokkermans (musica) e Harrie Geelen (testi) nel 1974. La versione originale era interpretata dal cantante olandese Leen Jongewaard. La traduzione italiana dei testi fu affidata a Roberto Vecchioni, all'epoca forse più noto come autore che come interprete. Il cantautore interpretò la prima sigla della serie dal titolo La famiglia di Barbapapà assieme al gruppo giovanile Le Mele Verdi, fondato e diretto da Mitzi Amoroso, pubblicando l'LP 33 giri Barbapapà di grande successo che raccoglieva gli adattamenti delle canzoni dell'anime. Quello fu il primo importante successo del gruppo. Per la sigla della seconda stagione, Ecco arrivare i Barbapapà, cantano Claudio Lippi e Orietta Berti; anche in questo caso venne pubblicato un ulteriore album monografico, Barbapapà, dedicato alla serie.
Episodi della prima stagione:
1. La nascita di Barbapapà
2. Il fuoco
3. La spiaggia
4. In giro
5. Il mare
6. L'India
7. L'America
8. Barbamamma
9. Il porto
10. Il castello
11. Il problema della casa
12. La casa dei Barbapapà
13. Il trenino
14. Il deserto
15. Le uova
16. Le arti più belle
17. Sport
18. Babysitter
19. La spremuta
20. Barbapapà capostazione
21. Lo scultore
22. La valigia
23. L'Africa
24. La tosatura delle pecore
25. La tessitura
26. Il toro
27. Il biberon
28. La metamorfosi
29. La pettinatura
30. Lo sci
31. L'inquinamento
32. Il bosco
33. La regata
34. Le pulci
35. La vendemmia
36. Gli insetti
37. La macchina
38. Fotografie della moda
39. Il concerto
40. Il compleanno
41. L'alpinista
42. La caccia
43. Il picnic
44. Il salvataggio
45. Il ritorno

Episodi della seconda stagione:
1. Il salvadanaio
2. Il torero
3. Il Messico
4. La trappola
5. Natale
6. Il circo
7. Dottore Barbazò
8. Il postino
9. Il compleanno di bebè
10. Gli animali misteriosi
11. La gamba rotta
12. Spazio da gioco
13. I giocattoli
14. Il ladro misterioso
15. Il robot
16. Il safari
17. Salviamo le balene
18. Nascondino
19. Duello di spari
20. Il mistero della torta
21. Il mistero delle uova
22. Il mistero dell'auto
23. Arriva, Buffalo Bill
24. Il dinosauro nuovo
25. La scomparsa di Barbapapà
26. La scuola del sabato
27. La scuola della domenica
28. Il pranzo di bebè
29. Il ritorno del fantasma
30. Scuola di musica
31. Il mostro
32. La casa stregata
33. Professore panda
34. Il ladro
35. Il segreto di Barbabarbà
36. La corsa in automobile
37. L'Antartico
38. Il mago
39. La commedia musicale
40. Il vasaio
41. Il teatro
42. Mostra canina
43. Mistero nella giungla
44. Visita in Giappone
45. Il giardino
46. L'uccello migratore
47. Barbabravo
48. Barbabarba e Barbabella
49. Barbazò
50. La corsa ippica
51. Il drago
52. In mongolfiera
53. Tempesta notturna
54. L'ombrello
55. Gli scoiattoli innamorati

#### Barbapapà in giro per il mondo
Una nuova serie anime, Barbapapà in giro per il mondo (バーバパパ 世界をまわる?, Baabapapa sekai o mawaru), venne realizzata nel 1999 dall'editore Kōdansha e dallo studio di animazione Pierrot. Essa comprendeva 50 episodi di cinque minuti e mostrava i viaggi della famiglia Barbapapà in diversi paesi del mondo. L'edizione italiana andò in onda su Rai Uno nel 2002. I cinquanta episodi di questa serie, insieme a quelli della precedente Barbapapà, sono stati distribuiti in quattordici DVD da Dynit nel corso del 2008-2009.
| Nº | Titolo italiano Giapponese 「Kanji」 - Rōmaji                                      | In onda           | In onda |
| Nº | Titolo italiano Giapponese 「Kanji」 - Rōmaji                                      | Giapponese        |         |
| 1  | La fattoria 「牧場(ふるさと編)」 - Bokujō (Furusato hen)                           | 5 luglio 1999     |         |
| 2  | La foresta 「森(ふるさと編)」 - Mori (Furusato hen)                                | 6 luglio 1999     |         |
| 3  | La partenza 「出発(ふるさと編)」 - Shuppatsu (Furusato hen)                        | 7 luglio 1999     |         |
| 4  | Gli uccelli del paradiso 「極楽鳥(ニューギニア編)」 - Gokurakuchō (New Guinea hen) | 8 luglio 1999     |         |
| 5  | Le tartarughe 「海ガメ(ニューギニア編)」 - Umigame (New Guinea hen)                | 9 luglio 1999     |         |
| 6  | I cactus 「サボテン(アンデス編)」 - Saboten (Andes hen)                            | 12 luglio 1999    |         |
| 7  | I lama 「ラマ(アンデス編)」 - Lama (Andes hen)                                     | 13 luglio 1999    |         |
| 8  | L'orso nero 「クマ(アンデス編)」 - Kuma (Andes hen)                                | 14 luglio 1999    |         |
| 9  | I rinoceronti 「サイ(スマトラ編)」 - Sai (Sumatra hen)                             | 15 luglio 1999    |         |
| 10 | Gli oranghi 「オランウータン(スマトラ編)」 - Orangutan (Sumatra hen)               | 16 luglio 1999    |         |
| 11 | I canguri 「カンガルー(オーストラリア編)」 - Kangaroo (Australia hen)              | 19 luglio 1999    |         |
| 12 | I koala 「コアラ(オーストラリア編)」 - Koala (Australia hen)                       | 20 luglio 1999    |         |
| 13 | L'incendio 「山火事(オーストラリア編)」 - Yama kaji (Australia hen)                | 21 luglio 1999    |         |
| 14 | Il ghiacciaio 「氷河(ヒマラヤ編)」 - Hyōga (Himalaya hen)                          | 22 luglio 1999    |         |
| 15 | La valanga 「なだれ(ヒマラヤ編)」 - Nadare (Himalaya hen)                          | 23 luglio 1999    |         |
| 16 | La scimmia nasica 「テングザル(ボルネオ編)」 - Tenguzaru (Borneo hen)              | 26 luglio 1999    |         |
| 17 | La mangrovia 「マングローブ(ボルネオ編)」 - Mangrove (Borneo hen)                  | 27 luglio 1999    |         |
| 18 | Il pitone 「ニシキヘビ(ボルネオ編)」 - Nishikihebi (Borneo hen)                    | 28 luglio 1999    |         |
| 19 | La tigre 「トラ(インド編)」 - Tora (India hen)                                     | 29 luglio 1999    |         |
| 20 | Il monsone 「モンスーン(インド編)」 - Monsoon (India hen)                          | 30 luglio 1999    |         |
| 21 | Il giaguaro 「ジャガー(アマゾン編)」 - Jaguar (Amazon hen)                         | 9 agosto 1999     |         |
| 22 | La scimmia ragno 「クモザル(アマゾン編)」 - Kumozaru (Amazon hen)                  | 10 agosto 1999    |         |
| 23 | Il Rio delle Amazzoni 「アマゾン川(アマゾン編)」 - Amazongawa (Amazon hen)         | 11 agosto 1999    |         |
| 24 | Il panda 「パンダ(中国編)」 - Panda (Chūgoku hen)                                  | 12 agosto 1999    |         |
| 25 | Il vello d'oro 「ターキン(中国編)」 - Takin (Chūgoku hen)                          | 13 agosto 1999    |         |
| 26 | L'alce 「ヘラジカ(北欧編)」 - Herajika (Hokuō hen)                                 | 30 agosto 1999    |         |
| 27 | I castori 「ビーバー(北欧編)」 - Beaver (Hokuō hen)                                | 31 agosto 1999    |         |
| 28 | Halloween 「ハロウィン(北欧編)」 - Halloween (Hokuō hen)                           | 1º settembre 1999 |         |
| 29 | L'orso polare 「ホッキョクグマ(北極編)」 - Hokkyokuguma (Hokkyoku hen)             | 2 settembre 1999  |         |
| 30 | I trichechi 「セイウチ(北極編)」 - Seiuchi (Hokkyoku hen)                          | 3 settembre 1999  |         |
| 31 | I leoni 「ライオン(サバンナ編)」 - Lion (Savanna hen)                              | 6 settembre 1999  |         |
| 32 | Gli gnu 「ヌー(サバンナ編)」 - Gnu (Savanna hen)                                   | 7 settembre 1999  |         |
| 33 | Le giraffe 「キリン(サバンナ編)」 - Kirin (Savanna hen)                            | 8 settembre 1999  |         |
| 34 | Il tornado 「たつまき(アメリカ大草原編)」 - Tatsumaki (America dai sōgen hen)      | 9 settembre 1999  |         |
| 35 | I bisonti 「バイソン(アメリカ大草原編)」 - Bison (America dai sōgen hen)           | 10 settembre 1999 |         |
| 36 | I pionieri 「開拓者(アメリカ西部編)」 - Kaitakusha (America seibu hen)             | 13 settembre 1999 |         |
| 37 | Il grizzly 「ハイイログマ(アメリカ西部編)」 - Haīroguma (America seibu hen)        | 14 settembre 1999 |         |
| 38 | Le lontre 「ラッコ(アメリカ西部編)」 - Rakko (America seibu hen)                   | 15 settembre 1999 |         |
| 39 | Il Mar Rosso 「サンゴ礁(紅海編)」 - Sangoshō (Kōkai hen)                           | 16 settembre 1999 |         |
| 40 | Il pesce scorpione 「ロリータとカサゴ(紅海編)」 - Lolita to kasago (Kōkai hen)     | 17 settembre 1999 |         |
| 41 | Gli elefanti 「アフリカ象(熱帯アフリカ編)」 - African zō (Nettai Africa hen)       | 20 settembre 1999 |         |
| 42 | Gli ippopotami 「カバ(熱帯アフリカ編)」 - Kaba (Nettai Africa hen)                 | 21 settembre 1999 |         |
| 43 | Le zanzare 「蚊(熱帯アフリカ編)」 - Ka (Nettai Africa hen)                         | 22 settembre 1999 |         |
| 44 | Il baobab 「バオバブ(マダガスカル編)」 - Baobab (Madagascar hen)                   | 23 settembre 1999 |         |
| 45 | L'aye aye 「アイアイ(マダガスカル編)」 - Aye-aye (Madagascar hen)                  | 24 settembre 1999 |         |
| 46 | I draghi 「イグアナ(ガラパゴス編)」 - Iguana (Galapagos hen)                       | 27 settembre 1999 |         |
| 47 | Le balene 「クジラ(ガラパゴス編)」 - Kujira (Galapagos hen)                        | 28 settembre 1999 |         |
| 48 | Le tartarughe giganti 「ゾウガメ(ガラパゴス編)」 - Zōgame (Galapagos hen)          | 29 settembre 1999 |         |
| 49 | I pinguini 「ペンギン(南極編)」 - Penguin (Nankyoku hen)                           | 30 settembre 1999 |         |
| 50 | Il calamaro gigante 「巨大イカ(南極編)」 - Kyodai ika (Nankyoku hen)               | 1º ottobre 1999   |         |

#### Barbapapà - Una grande famiglia felice
Nel 2018 ha avuto inizio la produzione di un nuovo adattamento animato, Barbapapa en famille, scritto da Alice e Thomas Taylor, i figli di Annette e Talus, e prodotto da Normaal Animation. La serie è composta da 104 episodi di 11 minuti e ha iniziato la trasmissione il 10 novembre 2019 su TF1 in Francia. Nickelodeon ne ha acquistato i diritti per la distribuzione internazionale. In Italia la serie, intitolata Barbapapà - Una grande famiglia felice (Barbapapà & Family per i primi 52 episodi), doveva essere mandata in onda il 20 aprile 2020 sul canale Nick Jr. ma è stata successivamente rinviata al 21 settembre dello stesso anno. La serie viene trasmessa in chiaro su Rai Yoyo dal 12 aprile 2021.
Episodi della prima stagione:
1. L'albero dei Barbapapà
2. Il compleanno dei Barbabebè
3. Bada-bam!
4. I Barbamarziani
5. Boris
6. Nato selvaggio
7. Dal grano al pane
8. Di seme in seme
9. Bronci da record
10. L'impero arancione
11. Il detective Barbalock
12. Superbarbabebè
13. Barbascherzo!
14. Il lupo di Halloween
15. Il tablet
16. Fino all'ultima figurina
17. Il libro del castigo
18. Pulizie con sorpresa
19. Competizione
20. Questione di piedi
21. La casa dei sogni
22. Quando sarò grande
23. Barbasapiens
24. Il mostro nell'armadio
25. La bella e le bestie
26. Forza 4
27. La caccia al tesoro
28. Piccoli avventurieri
29. Allarme fucsia
30. Il barbariciclo
31. L'arte del singhiozzo
32. La giornata del silenzio
33. Barbaforte senza torte
34. Quel mostro di gallina
35. Auguri Barbamamma!
36. Reazione a catena
37. Babbo Natale!
38. Promesso, papà
39. Una storia tira l'altra
40. Barbapirati
41. Una fame da stambecco
42. Talento felino
43. Il segreto del nascondiglio segreto
44. Black-Out
45. Barba TV
46. Al museo
47. Riciclo differenziato
48. Barbasosia
49. Terapia d'urto
50. Pazienza ma non troppo
51. I supersette
52. Ispirazioni

Episodi della seconda stagione:
1. Vi solleverò il mondo
2. L'invenzione di Barbabravo
3. Principessa per un giorno
4. L'odissea di Barbaforte
5. Il campo estivo, parte 1
6. Il campo estivo, parte 2
7. Sogni e illusioni
8. Apprendisti sognatori
9. Il mio bel castello
10. Dove finisce la sabbia
11. La nascita
12. La rivelazione
13. La famiglia Barbapapà
14. La casa dei Barbapapà
15. BARBALALLALALLA
16. Un biodisastro
17. Ancora una e poi a nanna
18. Le piccole creature
19. Il diario di Barbazoo
20. Una grande reporter
21. Il Barbaclub
22. Le alghe verdi
23. L'invasione
24. Uno scherzo epico
25. Gli errori di Barbabravo
26. Miliardari
27. Il luover
28. La giornata dei contrari
29. Il foglio delle stelle, parte 1
30. Il foglio delle stelle, parte 2
31. La diga
32. Il traduttore universale
33. Paesaggi di carta
34. La cowgirl
35. Piccoli inventori
36. La scelta di Barbazoo
37. Senza regole
38. La barbascienza
39. Il talento dei Barbabebè
40. Triplo indovinello
41. Il vandalo
42. La macchinina scomparsa
43. Non sono più Barbabebè
44. Imballabot
45. Tenerella
46. Salviamo i coralli
47. Il teatrino delle marionette
48. La limonata perfetta
49. Vivere bene insieme
50. Il pupazzo di neve
51. Il divoratore di montagne
52. Ritorno a scuola

### Film
Nel 1977 è stato distribuito nei cinema Le avventure di Barbapapà, il film riassuntivo di montaggio della serie del 1974. In Italia è stato pubblicato in DVD da Quinto Piano.

## Accoglienza
Barbapapà è considerata una delle prime opere portatrici di un messaggio ecologista.
Il termine "barbatrucco" è entrato come neologismo nella lingua italiana, venendo utilizzato come sinonimo di "trucchetto" o comunque di un modo intelligente e furbo per risolvere dei problemi, anche in senso negativo.